# Sündenknall
Sündenknall ist das 16. Studioalbum des deutschen Rockmusikers Udo Lindenberg. Es wurde am 31. März 1985 bei Polydor veröffentlicht.

## Entstehung
Das Album, das dritte Studioalbum für Polydor, wurde von Udo Lindenberg und seinem Bassisten Dave King produziert und von Mal Luker, Manfred Lohse und Will Roper als Toningenieure aufgenommen. Christian Stegmaier und Eberhard Sengpiel masterten es. Die Aufnahmen fanden im Januar und Februar 1985 in den Studios Monongo Studio, Berlin, Esquire Studio sowie Chamäleon Studio, beide Hamburg, und den Arco Studios, München statt. Das Album wurde mit dem Panikorchester aufgenommen. Bass spielte Dave King, Schlagzeug spielten Carl Cnall, Derek Ballard und Dieter Ahrendt. An der Gitarre waren Karl Allaut und Jim Voxx tätig. Keyboards spielten neben Lindenberg Dave King, Detlef Reshöft und Uwe Wegner. Im Chor sind Andrea Wilke, Claudia Kattenbusch und Lola Venske zu hören. Mit Ich brech’ die Herzen der stolzesten Frau’n wurde ein Cover eines Schlagers aufgenommen, das vor allem in einer Version von Heinz Rühmann bekannt ist.

## Artwork
Das Cover zeigt ein gemaltes Porträt von Lindenberg in blauen und gelblichen Tönen. Es stammt von Alfred von Meysenbug. Oben befindet sich der Schriftzug.

## Titelliste
1. Sündenknall – 2:08
2. Totales Paradies – 0:45
3. Samenbank – 3:51
4. Datenbank – 1:34
5. D-471 81 61 – 4:43
6. Lover Man – 4:24
7. Smog-Rock – 4:05
8. Helmut Owiewohl – 3:20
9. Bananenrepublik – 4:24
10. Frau Lindi – 4:57
11. Wir rasen durch’s Heute – 3:23
12. Ich brech’ die Herzen der stolzesten Frauen – 2:53

## Charts und Chartplatzierungen
Sündenknall erreichte erstmals am 15. April 1985 auf Rang 24 die deutschen Albumcharts. Seine beste Platzierung erreichte das Album mit Rang elf am 29. April 1985, wo es zwei Wochen blieb. Das Album platzierte sich 14 Wochen in den Charts. Letztmals konnte es sich am 15. Juli 1985 platzieren. In der Schweiz platzierte sich Sündenknall auf Platz 22 und blieb drei Wochen notiert.
Für Lindenberg avancierte Sündenknall zum 20. Chartalbum in Deutschland sowie nach Götterhämmerung zum zweiten in der Schweiz.
| ChartsChartplatzierungen | Höchstplatzierung | Wochen |
| ------------------------ | ----------------- | ------ |
| Deutschland (GfK)        | 11 (14 Wo.)       | 14     |
| Schweiz (IFPI)           | 22 (3 Wo.)        | 3      |